# تيد بيترز
تيد بيترز (بالإنجليزية: Ted Peters)‏ هو موظف مدني وسياسي أسترالي، ولد في 12 يونيو 1897 في ملبورن في أستراليا، وتوفي في 22 يونيو 1980. حزبياً، نشط في حزب العمال الأسترالي. وقد انتخب عضو مجلس النواب الأسترالي عن دائرة Division of Scullin ‏ (10 ديسمبر 1955 – 29 سبتمبر 1969) وانتخب عضو مجلس النواب الأسترالي عن دائرة Division of Burke (1949–1955) ‏ (10 ديسمبر 1949 – 10 ديسمبر 1955).